# Богуцький Володимир Никифорович
Володимир Никифорович Богуцький (нар. 1891, с. Зарічне, Берестейський повіт, Гродненська губернія, Литовське генерал-губернаторство, Російська імперія — пом. 8 липня 1937, Харків, Харківська область, Українська РСР, СРСР) — радянський державний діяч, голова Маріупольського та Кременчуцького окрвиконкомів, голова Харківської міської ради. Член ВУЦВК. Жертва сталінських репресій 1937 року.

## Життєпис
Народився в родині селянина. Отримав середню освіту, працював народним вчителем. Член РКП(б) з 1918 року.
Під час Громадянської війни в Росії працював у продовольчих органах: член колегії Ярославського губернського продовольчого комітету, продовольчий комісар Пензенської губернії, заступник голови Сибірського продовольчого комітету, уповноважений надзвичайної комісії (ВЧК) і Народного комісаріату шляхів РРФСР з перевезення хліба в Сибіру. З жовтня 1923 по січень 1937 року працював виключно в УСРР.
До 1924 року — заступник народного комісара продовольства Української СРР. Потім обирався членом Донецького губвиконкому і губкому КП(б)У.
У 1925—1927 роках — голова виконавчого комітету Маріупольської окружної ради; голова виконавчого комітету Кременчуцької окружної ради.
У 1927—1929 роках — голова правління Українського сільськогосподарського банку (Укрсільбанк).
З 1929 року — начальник Управління водного господарства Української СРР.
У 1932 — червні 1934 року — 1-й заступник голови виконавчого комітету Київської обласної ради.
У червні 1934 — жовтні 1935 року — 1-й заступник голови виконавчого комітету Харківської обласної ради.
У жовтні 1935 — січні 1937 року — голова Харківської міської ради.
11 січня 1937 року заарештований органами НКВС як «член підпільної терористичної шкідницької організації правих» (статті 54-10, 54-11 КК УСРР). 8 липня 1937 року засуджений Військовою колегією Верховного Суду СРСР до страти, того ж дня розстріляний.
Посмертно реабілітований ВС СРСР 6 жовтня 1956 року.